# دیسن
دیسن (به هلندی: Diessen) یک منطقهٔ مسکونی در هلند است که در هیلفارن‌بیک واقع شده‌است. دیسن ۳٬۶۰۰ نفر جمعیت دارد.